# Mellstorf
Mellstorf (toponimo tedesco) è una località di 108 abitanti del comune svizzero di Zurzach, nel Canton Argovia (distretto di Zurzach).

## Storia

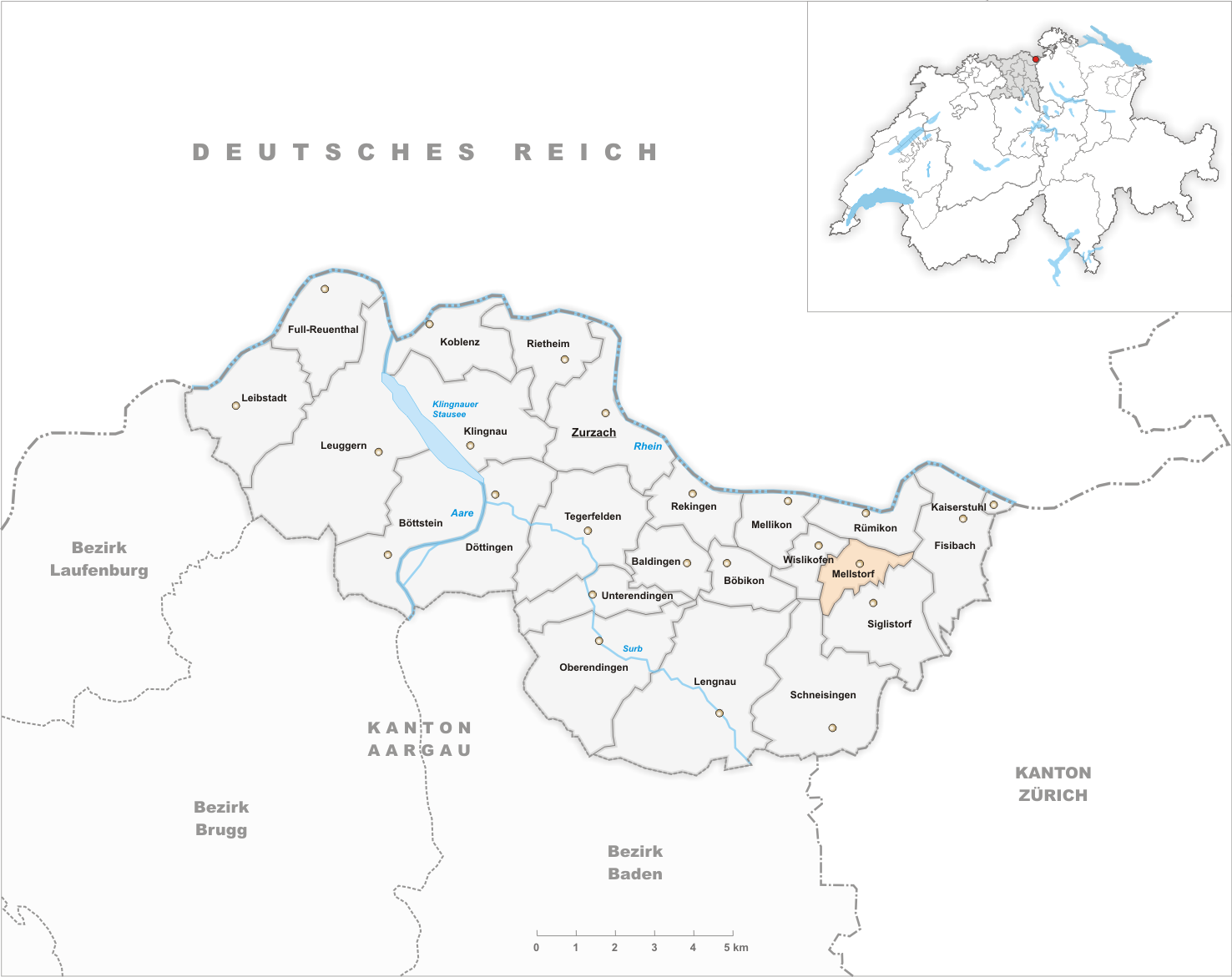
Il territorio del comune di Mellstorf prima degli accorpamenti comunali del 1899

Già comune autonomo, nel 1899 venne accorpato al comune di Wislikofen, a sua volta aggregato il 1° gennaio 2022 al nuovo comune di Zurzach.

## Monumenti e luoghi d'interesse
- Cappella cattolica dei Santi Sebastiano e Fridolino, ricostruita nel 1789[1].

## Società

### Evoluzione demografica
L'evoluzione demografica è riportata nella seguente tabella:
Abitanti censiti

## Amministrazione
Ogni famiglia originaria del luogo fa parte del cosiddetto comune patriziale e ha la responsabilità della manutenzione di ogni bene ricadente all'interno dei confini del comune.